# 9月22日
9月22日是阳历一年中的第265天（闰年第266天），离全年结束还有100天。

## 大事记

### 18世紀以前
- 189年：宦官诛何进，东汉外戚专权结束。
- 904年：宣武軍節度使朱溫指使他人殺害唐朝第十九位皇帝唐昭宗，進而掌握實質權力。
- 1236年：立窩尼亞十字軍入侵：寶劍騎士團在蘇勒戰役中被異教的薩莫吉西亞人（英语：Samogitian）和瑟米加利亞人（英语：Semigallian）的軍隊徹底擊敗。
- 1499年：瑞士独立。
- 1630年：在後金發動大規模奇襲後，明朝皇帝崇禎皇帝下令於北京以凌迟處死明清戰爭重要抗清將領袁崇煥。

### 18世紀
- 1776年：美国独立战争：美国间谍内森·黑尔被英国军队处以绞刑。
- 1784年：俄国在阿拉斯加设立殖民地。
- 1789年：美國郵政署長辦公室正式成立。
- 1792年：國民公會決定廢除君主制而宣布成立法蘭西第一共和國，並開始啟用法國共和曆。

### 19世紀
- 1860年：第二次鸦片战争：清朝咸丰皇帝北狩热河避暑山庄。
- 1862年：美国总统林肯发布《解放黑人奴隶宣言》，宣布将给予南方邦联地区的奴隶以自由。
- 1869年：德国作曲家瓦格纳创作的歌剧《尼伯龙根的指环》的第一部分《莱茵的黄金》在慕尼黑首演。
- 1874年：甲戌風災：台风横过珠江口，香港约有2,000人死亡，澳门约有5,000人死亡。
- 1888年：美國國家地理協會官方雜誌《國家地理》正式發行。

### 20世紀
- 1908年：保加利亚独立获得承认。
- 1927年：塞拉利昂宣布废除奴隶制。
- 1932年：沙特阿拉伯王国立国。
- 1937年：中國共產黨發表「團結禦侮，共赴國難」宣言，向中華民國國民政府提出4項承諾。
- 1940年：第二次世界大战：日军从中国广西出兵，入侵越南。
- 1948年：西環永安公司貨倉發生大火，造成176死69傷；是香港戰後造成最嚴重傷亡的陸上火災。
- 1955年：世界上第一家商业电视台英国独立电视台开播。
- 1957年：弗朗索瓦·杜瓦利埃以民选的方式成为海地总统，然而之后便借着民粹主义巩固自己统治权力而成为独裁者。
- 1960年：马里共和国独立。
- 1961年：美国国会授权美国总统约翰·肯尼迪可以依照其签署的行政命令组建和平队。
- 1965年：联合国安全理事会通过决议要求参与第二次印巴战争的各方立即停火。
- 1968年：中華民國特殊教育學會成立。
- 1968年：埃及迁移阿布辛拜勒神廟，以建设阿斯旺水坝。
- 1970年：马来西亚第一任首相东姑阿都拉曼下台，结束15年首相生涯。由于当时马来西亚国会被搁置，因此执政党推举由敦阿都拉萨继任为首相。
- 1972年：徙置事務處處長黎寶德透露會改善香港徙置區的居住環境。
- 1980年：伊拉克總統薩達姆·海珊下令針對伊朗空軍基地發動空襲行動，兩伊戰爭爆發。
- 1982年：英國首相戴卓爾夫人訪問中國大陸。
- 1985年：廣場協議由美國、日本、英國、法國及西德財政代表於美國紐約的廣場飯店會晤後簽署。
- 1987年：速聯[1][需要較佳来源]在美國芝加哥成立。
- 1988年：中国和平统一促进会在北京成立。
- 1989年：国际残疾人奥委会正式成立。
- 1989年：中国流亡民運人士組成的民主中國陣線於法國巴黎成立。
- 1990年：第十一屆亞洲運動會在中國北京開幕。
- 1991年：国际呼救信号由國際海事衛星電子通信設備的全球海上遇險及安全系統（英语：Global Maritime Distress and Safety System）（GMDSS）。代替摩爾斯電碼SOS[2]。
- 1991年：扎伊尔陷入全国动乱。
- 1993年：俄羅斯憲法法院裁定總統葉利欽的解散議會的命令違憲。
- 1994年：由全国广播公司拍摄的展示纽约都市生活的情景喜剧《老友记》播出。
- 1995年：《巴塞尔公约》（控制危险废料越境转移公约）修正案获通过。

### 21世紀
- 2003年：任天堂GameCube第一個可以執行商業電子遊戲的遊戲機模擬器Dolphin首次發布。
- 2006年：德國磁浮試驗線碰撞事故发生。
- 2013年：日本電視劇《半澤直樹》最終回收視率達到42.2%，成為平成年間收視率最高的電視劇。
- 2014年：日本網上漫畫平台《少年Jump+》開始營運。

## 出生
- 1411年：理查·金雀花，英格蘭國王愛德華四世和理查三世之父（1460年逝世）
- 1515年：克里維斯的安妮，英國國王亨利八世第四任妻子（1557年逝世）
- 1593年：馬特烏斯·梅里安，瑞士版畫家、製圖家、出版商（1650年逝世）
- 1601年：奥地利的安妮，法國國王路易十三王后（1666年逝世）
- 1606年：李自成，明朝末年农民起义軍首領，大顺政权的建立者（1645年逝世）
- 1741年：彼得·西蒙·帕拉斯，德國博物學家（1811年逝世）
- 1791年：麥可·法拉第，英國物理学家、化学家（1867年逝世）
- 1809年：橫井小楠，日本江戶時代至明治時代武士（1869年逝世）
- 1829年：嗣德帝，越南阮朝皇帝（1883年逝世）
- 1835年：波铁布尼亚·奧巴納索維基，烏克蘭語言學家、哲學家、民俗學家、文學評論家、教育家（1891年逝世）
- 1841年：安德烈斯·普姆普爾，拉脫維亞作家、新聞工作者（1902年逝世）
- 1842年：亨利·埃米爾·瑟維吉，法國古生物學家、魚類學家、兩棲爬蟲動物學家（1917年逝世）
- 1870年：夏洛特·庫珀，英國女子網球運動員，世界上第一個獲得奧運會冠軍的女性（1966年逝世）
- 1875年：米卡洛尤斯·丘爾廖尼斯，立陶宛畫家、作曲家、作家（1911年逝世）
- 1876年：安德烈·塔尔迪厄，三次出任法國總理（1945年逝世）
- 1878年：吉田茂，日本政治人物，第48至51任內閣總理大臣（1967年逝世）
- 1882年：威廉·凱特爾，二次大戰德軍最高統帥部總長（1946年逝世）
- 1885年：班·奇夫利，澳大利亞政治人物，第16任澳大利亞總理（1951年逝世）
- 1885年：艾利·馮·史托洛海姆，維也納裔美國電影導演、演員（1957年逝世）
- 1895年：保羅·穆尼，美國演員，曾獲奧斯卡最佳男主角（1967年逝世）
- 1901年：娜傑日達·謝爾蓋耶夫娜·阿利盧耶娃，蘇聯最高領導人史達林的第二任妻子（1932年逝世）
- 1901年：查爾斯·布蘭頓·哈金斯，加拿大裔美國醫學家與生理學家，1966年諾貝爾生理學或醫學獎得主（1997年逝世）
- 1906年：伊尔斯·科赫，著名納粹分子（1967年逝世）
- 1907年：程兆熊，臺灣農學家、教育家、文學家，被譽為「臺灣蘋果之父」（2001年逝世）
- 1907年：莫里斯·布朗肖，法國著名作家、思想家、歐陸哲學家（2003年逝世）
- 1908年：奧代特·班西隆，法國天文學家（1998年逝世）
- 1918年：，納粹德國時期德國反抗組織白玫瑰成員（1943年逝世）
- 1918年：亨利克·谢林，波蘭裔墨西哥小提琴家（1988年逝世）
- 1920年：鮑伯·雷蒙，美國職棒大聯盟的投手、總教練（2000年逝世）
- 1921年：葉俊麟，台灣歌手（1998年逝世）
- 1922年：杨振宁，美籍华裔物理学家，1957年諾貝爾物理學獎得主
- 1923年：丹尼·阿布斯，英國詩人，英國皇家文學院資深會員（2014年逝世）
- 1929年：鄭罕池，台灣農民，被譽為「台灣愛文芒果之父」（2018年逝世）
- 1931年：費伊·韋爾登，英國女作家、散文家、劇作家（2023年逝世）
- 1932年：阿尔吉尔达斯·布拉藻斯卡斯，立陶宛政治人物，前任立陶宛總理（2010年逝世）
- 1933年：卡梅洛·西蒙尼，阿根廷足球員（2014年逝世）
- 1939年：田部井淳子，日本登山家，世界上首位登上聖母峰的女性（2016年逝世）
- 1940年：安娜·卡里娜，丹麥電影女演員、導演、編劇（2019年逝世）
- 1941年：切薩雷·薩爾瓦多里，義大利男子擊劍運動員（2021年逝世）
- 1942年：午馬，香港知名電影電視演員、導演（2014年逝世）
- 1942年：大卫·斯特恩，美國國家籃球協會總裁（2020年逝世）
- 1942年：朱塞佩·羅斯，義大利男子拳擊運動員（2022年逝世）
- 1946年：羅家英，香港演員，粵劇老倌
- 1946年：吳宇森，香港電影導演、編劇
- 1948年：馬克·菲利普斯，英國男子馬術運動員，長公主安妮的第一任丈夫
- 1951年：大卫·科弗代尔，英國搖滾樂歌手
- 1952年：鮑勃·古德拉特，美國政治人物
- 1953年：托馬什·武伊托維奇，波蘭男子排球運動員（2022年逝世）
- 1953年：塞格琳·羅雅爾，法國政治人物
- 1953年：約翰·軒尼詩，美國計算機科學家
- 1953年：陳建彬，新加坡演員、主持人
- 1958年：瓊·傑特，美國搖滾歌手
- 1958年：安德烈·波伽利，義大利古典跨界音樂男高音盲人歌手
- 1958年：尼爾·卡夫托，美國電視主播、政治評論家、記者
- 1959年：，美國天體物理學家，2011年諾貝爾物理學獎得主
- 1960年：陳山河，香港歌手、演員
- 1960年：艾薩克·赫爾佐格，以色列政治人物，現任以色列總統
- 1964年：孔慶東，中國北京大學教授
- 1965年：橋本潮，日本女歌手
- 1967年：張銘杰，台灣演員
- 1967年：孫立基，香港男電影導演
- 1968年：李承鵬，中國知名作家、時評人
- 1969年：麥特·夏普，美國樂團威瑟樂團創始成員、鼓手
- 1970年：埃马纽埃尔·珀蒂，法國足球運動員
- 1970年：魯伯·潘瑞-瓊斯，英國演員
- 1971年：玛塔·路易斯，挪威公主
- 1973年：彭浩翔，香港編劇、電影導演
- 1973年：趙宏博，中國大陸花式滑冰運動員
- 1974年：鲍伯·萨普，美國拳擊運動員、美式足球運動員、演員
- 1975年：金东文，韓國退役羽球運動員
- 1976年：蕭煌奇，台灣歌手
- 1976年：李政穎，台灣演員
- 1978年：黃致豪，香港男演員
- 1978年：小尾元政，日本男性聲優
- 1979年：羅貝托·薩維亞諾，義大利作家、記者、評論家、編劇
- 1980年：淺野一二O，日本漫畫家
- 1981年：澀谷昴，日本歌手、演員
- 1981年：，土庫曼政治人物，現任土庫曼總統
- 1982年：蔣雅文，香港歌手、演員、模特兒
- 1982年：竹內良太，日本男性聲優
- 1982年：北岛康介，日本男子游泳運動員
- 1982年：比莉·派佩，英國歌手、演員
- 1983年：簡愷樂，台灣主持人、演員、舞者
- 1983年：蔡裴琳，台灣女演員
- 1983年：今井繪理子，日本女歌手、日本參議院議員
- 1983年：錢楓，中國大陸演員、歌手、主持人
- 1984年：高以翔，台灣男演員（2019年逝世）
- 1984年：傅穎，香港歌手、演員、女子組合Cookies成員
- 1984年：徐菁遙，香港女藝人
- 1984年：蘿拉·范德沃特，加拿大女演員
- 1984年：蒂亞戈·席爾瓦，巴西職業足球運動員
- 1985年：劉思希，香港女藝人
- 1985年：BUNBUN，日本插畫家
- 1985年：莉瑪·法基，美國模特兒
- 1985年：塔蒂亞娜·馬斯拉尼，加拿大女演員
- 1986年：吳志慶，臺灣諧星、主持人
- 1986年：矢作紗友里，日本女性聲優
- 1987年：吳志慶，台灣諧星、主持人
- 1987年：湯姆·費爾頓，英國男演員
- 1987年：泰娜·帕麗斯，美國女演員
- 1988年：朴拉琪·黛塞，印度女演員
- 1989年：羽田愛，日本AV女優
- 1989年：孝淵，韓國女子偶像團體少女時代成員
- 1989年：萨比娜·利斯基，德國職業網球運動員
- 1989年：喬恩·巴斯，美國男演員
- 1989年：約瑟夫·賈加耶夫，俄羅斯政治人物
- 1991年：謝政鵬，臺灣職業網球運動員
- 1992年：菲利普·海因茲，英國男子場地自行車運動員
- 1992年：陳欣淇，新加坡女演員
- 1993年：陳奎儒，臺灣男子田徑運動員
- 1993年：大下菜摘，日本女性聲優
- 1994年：侯逸凡，中國西洋棋特級大師
- 1994年：朴珍榮，韓國男子偶像團體GOT7成員
- 1994年：洪瑜暻，韓國女子偶像團體Apink前成員
- 1994年：卡洛斯·柯瑞亞，波多黎各職業棒球員，MLB休士頓太空人隊游擊手
- 1995年：林娜璉，韓國女子偶像團體TWICE成員
- 1997年：宮近海斗，日本歌手、演員
- 1998年：高國豪，台灣職業籃球員，現效力於P. LEAGUE+新竹街口攻城獅，後衛
- 1999年：金裕貞，韓國女演員
- 1999年：金曜漢，韓國男子偶像團體X1、WEi成員
- 2000年：金昇玟，韓國男子偶像團體Stray Kids成員
- 2001年：高橋光，日本女演員、模特兒
- 2004年：具承賢，韓國男演員
- 2006年：姚焯菲，香港女歌手、演員
- 2009年：吉澤戀，日本女子滑板運動員

## 逝世
- 189年：何進，東漢大將軍（生年不詳）
- 904年：唐昭宗李曄，唐朝皇帝（867年出生）
- 1072年：欧阳修，北宋史学家、文学家，古文运动领袖（1007年出生）
- 1253年：道元，日本禪師（1200年出生）
- 1591年：豐臣鶴松，日本戰國時代大名豐臣秀吉之子（1589年出生）
- 1630年：袁崇焕，明末抗清将领（1584年出生）
- 1636年：蒔田廣定，日本安土桃山時代至江戶時代前期武將、大名（生年不詳）
- 1924年：黃乃裳，中國教育家（1849年出生）
- 1930年：谭延闿，中華民國革命家、政治家（1880年出生）
- 1932年：張宗昌，民國時期的北洋軍閥之一，被暗杀（1881年出生）
- 1933年：陈炯明，中國政治家、軍事家（1878年出生）
- 1937年：尉迟凤岗，中华民国国民革命军将领（1904年出生）
- 1957年：周璇，中国电影演员，有「金嗓子」之稱（1920年出生）
- 1969年：亞歷山德拉斯·斯圖爾金斯基斯，立陶宛政治人物，第2任立陶宛總統（1885年出生）
- 1970年：艾麗斯·漢密爾頓，美國醫生、科學家、作家（1869年出生）
- 1974年：瑪爾塔·福克斯，德國歌劇演唱家（1898年出生）
- 1997年：蒋纬国，中華民國陸軍二級上將（1916年出生）
- 2003年：沈遐熙，中国伊斯兰教协会原会长（1921年出生）
- 2006年：鮑方，香港演員、導演（1922年出生）
- 2008年：伍澤元，台灣政治人士（1945年出生）
- 2014年：薩哈娜·普拉丹，尼泊爾政治家（1927年出生）
- 2014年：亞歷克塞·澤范蘭傑斯，俄羅斯數學家（1938年出生）
- 2015年：尤吉·貝拉，前美國職棒大聯盟的捕手、教練與球隊經理[3]（1925年出生）
- 2020年：安德烈·弗尔切克，俄裔美国小说家，制片人，记者，摄影师，剧作家（1963年出生）
- 2021年：阿卜杜勒卡德爾·本薩拉赫，阿爾及利亞政治人物，代理阿爾及利亞總統（1941年出生）
- 2022年：任溶溶，中國兒童文學作家、翻譯家（1923年出生）
- 2022年：，英國小說家、散文家、評論家（1952年出生）
- 2023年：乔治·纳波利塔诺，義大利政治人物，第11任義大利總統（1925年出生）
- 2024年：詹明信，美國批評家（1934年出生）

## 节假日和习俗
- 世界无车日
- 世界犀牛日[4]：由世界自然基金會訂立
- 霍比特节
- 法國共和曆：新年
- ：国庆日
- 乌拉圭：教師節
- 保加利亚：独立日
- 爱沙尼亚：抗戰日（英语：Resistance Fighting Day）
- 美国：美國商業婦女日（英语：American Business Women's Day）
- 立陶宛、 拉脫維亞：波羅的團結日